# Sawai Madhopur
Sawai Madhopur là một thành phố và khu đô thị của quận Sawai Madhopur thuộc bang Rajasthan, Ấn Độ.

## Nhân khẩu
Theo điều tra dân số năm 2001 của Ấn Độ, Sawai Madhopur có dân số 97.491 người. Phái nam chiếm 53% tổng số dân và phái nữ chiếm 47%. Sawai Madhopur có tỷ lệ 64% biết đọc biết viết, cao hơn tỷ lệ trung bình toàn quốc là 59,5%: tỷ lệ cho phái nam là 75%, và tỷ lệ cho phái nữ là 52%. Tại Sawai Madhopur, 16% dân số nhỏ hơn 6 tuổi.